# تشانغ هاو
تشانغ هاو (بالصينية: 张昊) هو متزلج فني صيني، ولد في 6 يوليو 1984 في هاربن في الصين.

## وصلات خارجية
- تشانغ هاو على موقع الاتحاد الدولي للتزلج (الإنجليزية)
- تشانغ هاو على موقع الاتحاد الدولي للتزلج (الإنجليزية)
- تشانغ هاو على موقع الاتحاد الدولي للتزلج (الإنجليزية)
- تشانغ هاو على موقع أوليمبيديا (الإنجليزية)
- تشانغ هاو على موقع اللجنة الأولمبية الصينية (الإنجليزية)